# Iphigénie (1827)
Pour les articles homonymes, voir Iphigénie (homonymie).
L’Iphigénie, est une frégate française de 60 canons construite à Toulon. 

## Historique
Sa construction est commencée à Toulon en août 1824, elle est mise à flot le 3 mai 1827 et commissionnée le 27 septembre de la même année. Elle prend part à la première intervention française au Mexique sous le commandement de Alexandre Ferdinand Parseval-Deschênes, au sein de la flotte de l'amiral Baudin et participe au bombardement de San Juan de Ulúa.
Alors sous le commandement du capitaine de frégate Christy-Pallière, l'Iphigénie participe à l'expédition d'Alger en 1830.
C'est à son bord que furent transportés les premiers forçats pour la Nouvelle-Calédonie qui formeront les premiers « colons » dans ce territoire.[réf. nécessaire]
Elle sert de navire d'entraînement au large de Toulon entre 1844 et 1850. Elle est rayée des listes de la Marine le 1er juillet 1872 est transformée en ponton d'amarrage, qui est rebaptisé Druide en 1877 et retiré du service en 1891. Elle est finalement détruite en 1900.